# Andrezinho (calciatore 1996)
Andrezinho, pseudonimo di André Miguel Pinto Lopes (Carregado, 1º dicembre 1996), è un calciatore portoghese, attaccante dell'Oțelul Galați.

## Carriera
Cresciuto nel settore giovanile di Carregado, Benfica e Alverca, ha iniziato la carriera nelle serie minori del campionato portoghese. Nel 2020 si trasferisce al Mafra, in seconda divisione. Nel gennaio 2022, dopo aver giocato per una stagione e mezza in seconda divisione, totalizzando 57 presenze e 10 reti, viene ceduto agli slovacchi del DAC Dunajská Streda.
Il 26 luglio 2022 viene acquistato dal Santa Clara, firmando un contratto biennale. Esordisce in Primeira Liga il 7 agosto successivo, nell'incontro pareggiato per 0-0 contro il Casa Pia.

## Statistiche

### Presenze e reti nei club
Statistiche aggiornate al 10 settembre 2022.
| Stagione               | Squadra                | Campionato             | Campionato | Campionato | Coppe nazionali | Coppe nazionali | Coppe nazionali | Coppe continentali | Coppe continentali | Coppe continentali | Altre coppe | Altre coppe | Altre coppe | Totale | Totale |
| Stagione               | Squadra                | Comp                   | Pres       | Reti       | Comp            | Pres            | Reti            | Comp               | Pres               | Reti               | Comp        | Pres        | Reti        | Pres   | Reti   |
| ---------------------- | ---------------------- | ---------------------- | ---------- | ---------- | --------------- | --------------- | --------------- | ------------------ | ------------------ | ------------------ | ----------- | ----------- | ----------- | ------ | ------ |
| 2014-2015              | Alverca                | 4D                     | 1          | 1          |                 | -               | -               |                    | -                  | -                  |             | -           | -           | 1      | 1      |
| 2015-2016              | Alverca                | 4D                     | 27         | 5          |                 | -               | -               |                    | -                  | -                  |             | -           | -           | 27     | 5      |
| 2016-2017              | Alverca                | 4D                     | 21         | 4          |                 | -               | -               |                    | -                  | -                  |             | -           | -           | 21     | 4      |
| Totale Alverca         | Totale Alverca         | Totale Alverca         | 49         | 10         |                 | -               | -               |                    | -                  | -                  |             | -           | -           | 49     | 10     |
| 2017-2018              | Casa Pia               | CdP                    | 24         | 3          | CP              | 0               | 0               |                    | -                  | -                  |             | -           | -           | 24     | 3      |
| 2018-2019              | Casa Pia               | CdP                    | 34         | 6          | CP              | 3               | 0               |                    | -                  | -                  |             | -           | -           | 37     | 6      |
| Totale Casa Pia        | Totale Casa Pia        | Totale Casa Pia        | 58         | 9          |                 | 3               | 0               |                    | -                  | -                  |             | -           | -           | 61     | 9      |
| 2019-2020              | Alverca                | CdP                    | 23         | 3          | CP              | 4               | 1               |                    | -                  | -                  |             | -           | -           | 27     | 4      |
| 2020-2021              | Mafra                  | LdH                    | 31         | 5          | CP+CdL          | 1+1             | 0               |                    | -                  | -                  |             | -           | -           | 33     | 5      |
| 2021-gen. 2022         | Mafra                  | LdH                    | 17         | 3          | CP+CdL          | 5+2             | 1+1             |                    | -                  | -                  |             | -           | -           | 24     | 5      |
| Totale Mafra           | Totale Mafra           | Totale Mafra           | 48         | 8          |                 | 9               | 2               |                    | -                  | -                  |             | -           | -           | 57     | 10     |
| gen.-giu. 2022         | DAC Dunajská Streda    | SL                     | 12         | 0          | CS              | -               | -               | UECL               | -                  | -                  |             | -           | -           | 12     | 0      |
| lug. 2022              | DAC Dunajská Streda    | SL                     | 0          | 0          | CS              | -               | -               | UECL               | 1                  | 0                  |             | -           | -           | 1      | 0      |
| Totale DAC Dun. Streda | Totale DAC Dun. Streda | Totale DAC Dun. Streda | 12         | 0          |                 | -               | -               |                    | 1                  | 0                  |             | -           | -           | 13     | 0      |
| 2022-2023              | Santa Clara            | PL                     | 4          | 0          | CP+CdL          | 0               | 0               |                    | -                  | -                  |             | -           | -           | 4      | 0      |
| Totale carriera        | Totale carriera        | Totale carriera        | 194        | 30         |                 | 16              | 3               |                    | 1                  | 0                  |             | -           | -           | 211    | 33     |

## Palmarès

### Club

#### Competizioni nazionali
- Campeonato de Portugal: 1

Casa Pia: 2018-2019
- Liga Portugal 2: 1

Santa Clara: 2023-2024